# Anton Nagel (sculpteur)
Pour les articles homonymes, voir Nagel.
Anton Nagel né à Bulach le 20 février 1882 et mort le 6 décembre 1957 Lingerhahn, est un sculpteur allemand.

## Biographie
Anton Nagel est le fils d'Andreas Nagel et d'Émilie Rastätter. Après une formation de sculpteur, il dirige un atelier artistique à Trèves. Anton Nagel, membre du Künstlerbund Westmark (de), fondé en 1921, a participé à un grand nombre d'expositions, principalement en Rhénanie, mais aussi en 1922 au Künstlerhaus de Berlin.
Beaucoup de ses œuvres d'art se trouvent dans la région de Trèves, Coblence mais aussi en Sarre. Seul à Cochemil y a plusieurs œuvres d'art qui façonnent le paysage urbain, qui viennent de sa main : d'abord et avant tout la statue équestre de saint Martin sur la place du marché (1935) ; mais également la statue grandeur nature du père Martin de Cochem sur le mur extérieur de l'église paroissiale de Saint-Martin (1934), les fonts baptismaux de l'église paroissiale de Saint-Martin (1937), la fontaine aux chèvres sur la promenade de la Moselle (1938) et le mobilier de la chapelle « Aux trois croix » (1939).
Il a acquis une renommée nationale grâce à la production de plaques représentant la Sainte Tunique qui ont été coulées des milliers de fois à l'occasion du pèlerinage de la Sainte Tunique en 1933, qui a attiré plus de deux millions de pèlerins à Trèves. Parmi ses autres œuvres d'art, la plus originale se trouve dans la Marienkapelle à Heilbrunnen, au-dessus de Schweich : une Vierge au manteau de 1938, sous la protection de laquelle il a non seulement place l'évêque de Trèves Bornewasser et d'autres membres du clergé de la région, mais aussi lui-même et sa famille.
Anton Nagel a épousé Anna Maria Wilhelmine Kronewirth le 26 août 1924 à Trèves. Ils ont eu plusieurs enfants, dont Maria-Teresia (1928-2008), épouse du sculpteur français Dominique Piéchaud.

## Œuvres
- Herz-Jesu-Kirche Trèves, Taufstein (1925)
- Monument aux morts à Pluwig 1930 [3]
- Monument avec l'image sculptée dans la pierre du Bon Pasteur sur le mur extérieur sud de l'église paroissiale  Auw
- Église paroissiale Saint-Ambroise de Trèves, Notre-Dame des Douleurs debout dans la zone d'entrée
- Sculpture de saint Vincent de Paul avec crucifix (Trèves)
- Chemin de la gare vers le Kreuzchen, à Trêves.
- Colonne mariale sur l'Eichelsberg dans Waxweiler (1948) [4]
- Douloureuse Mère de Dieu dans la maison sainte à la pierre pointue du Kolonier Wald à Friedrichsthal [5]
- Saint Antoine de Padoue, Sarrebruck (1939)

Œuvres d'Anton Nagel
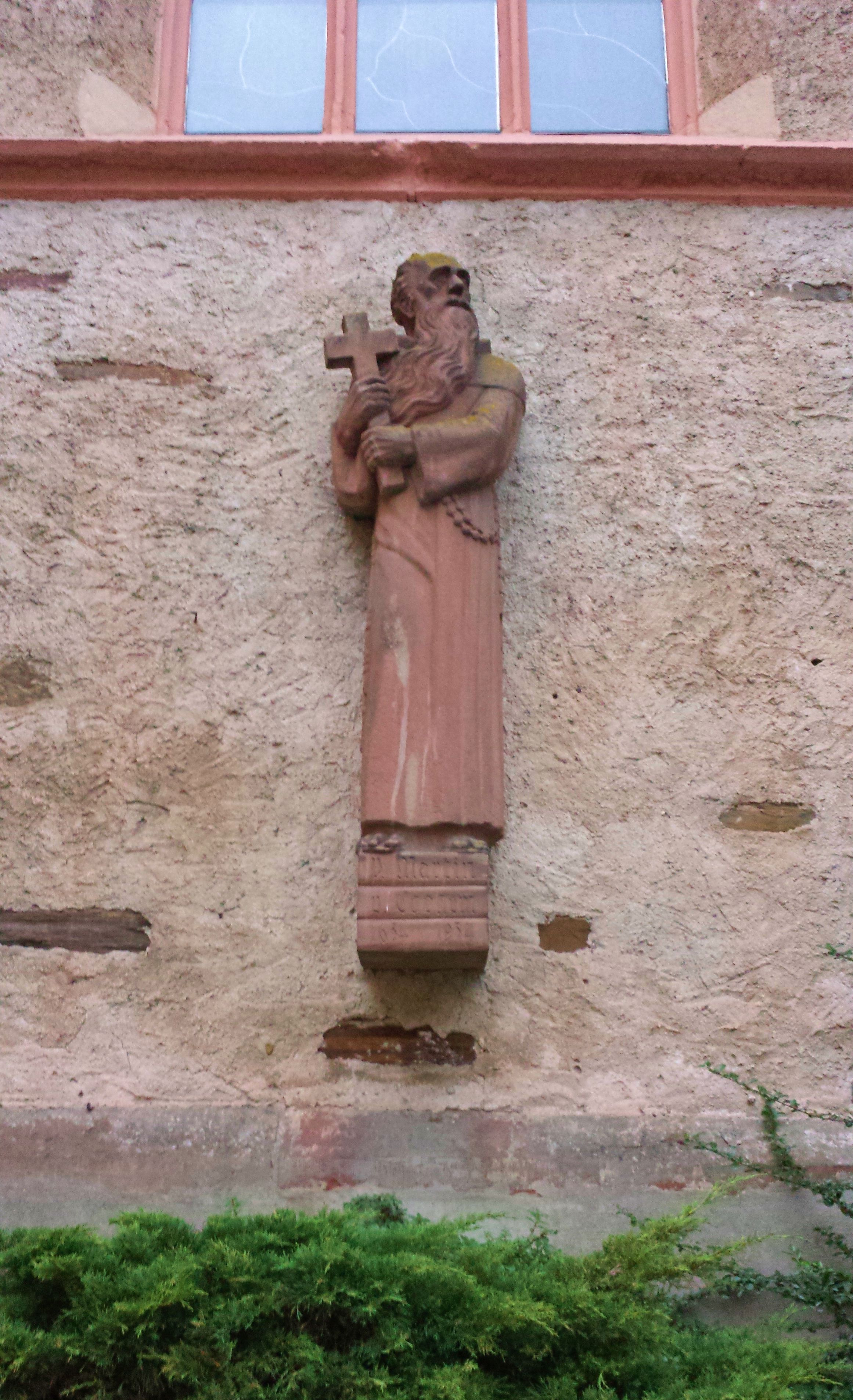
Statue du père Martin, Cochem (1934)
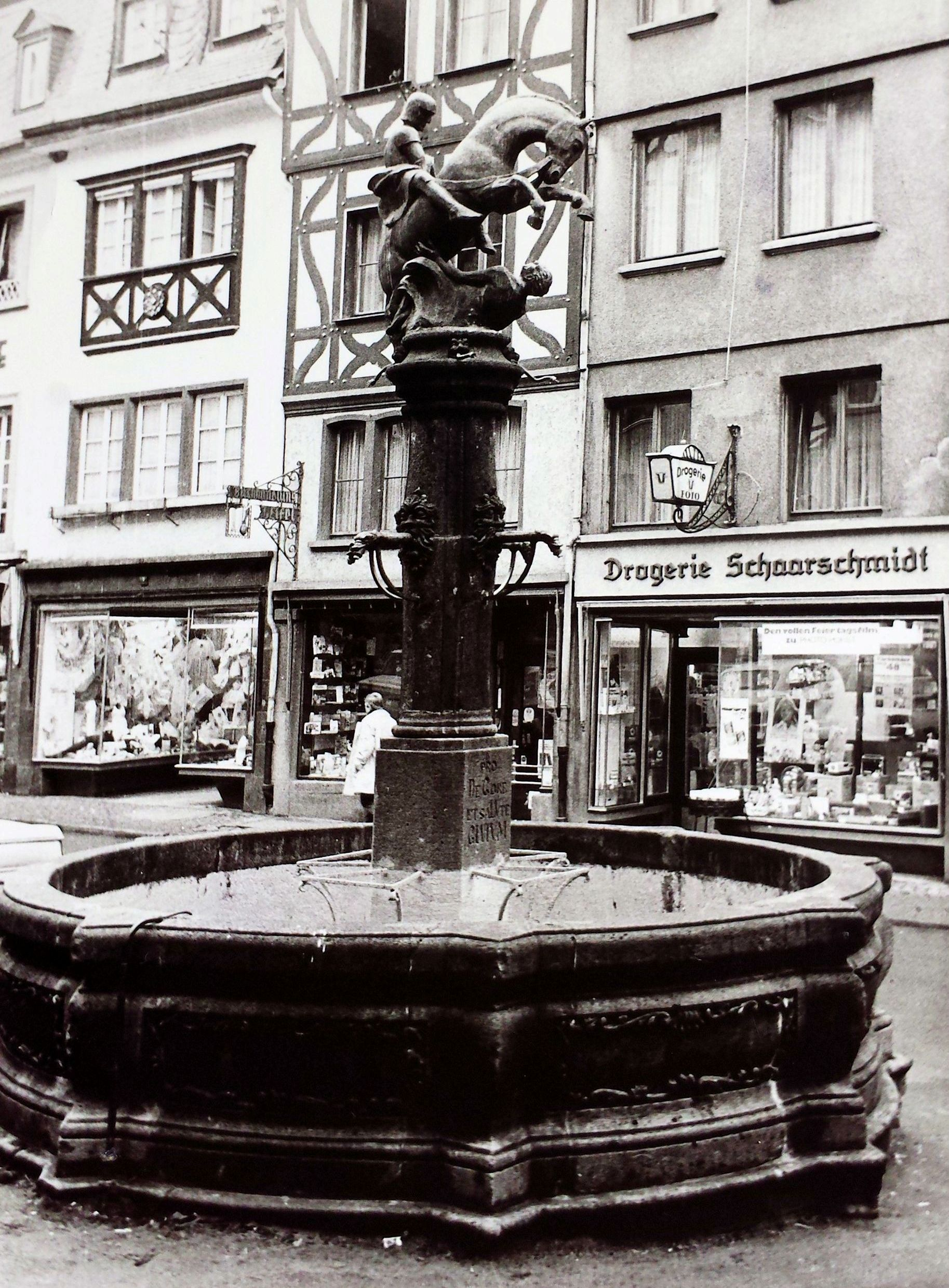
Statue équestre de saint Martin, Cochem (1935)
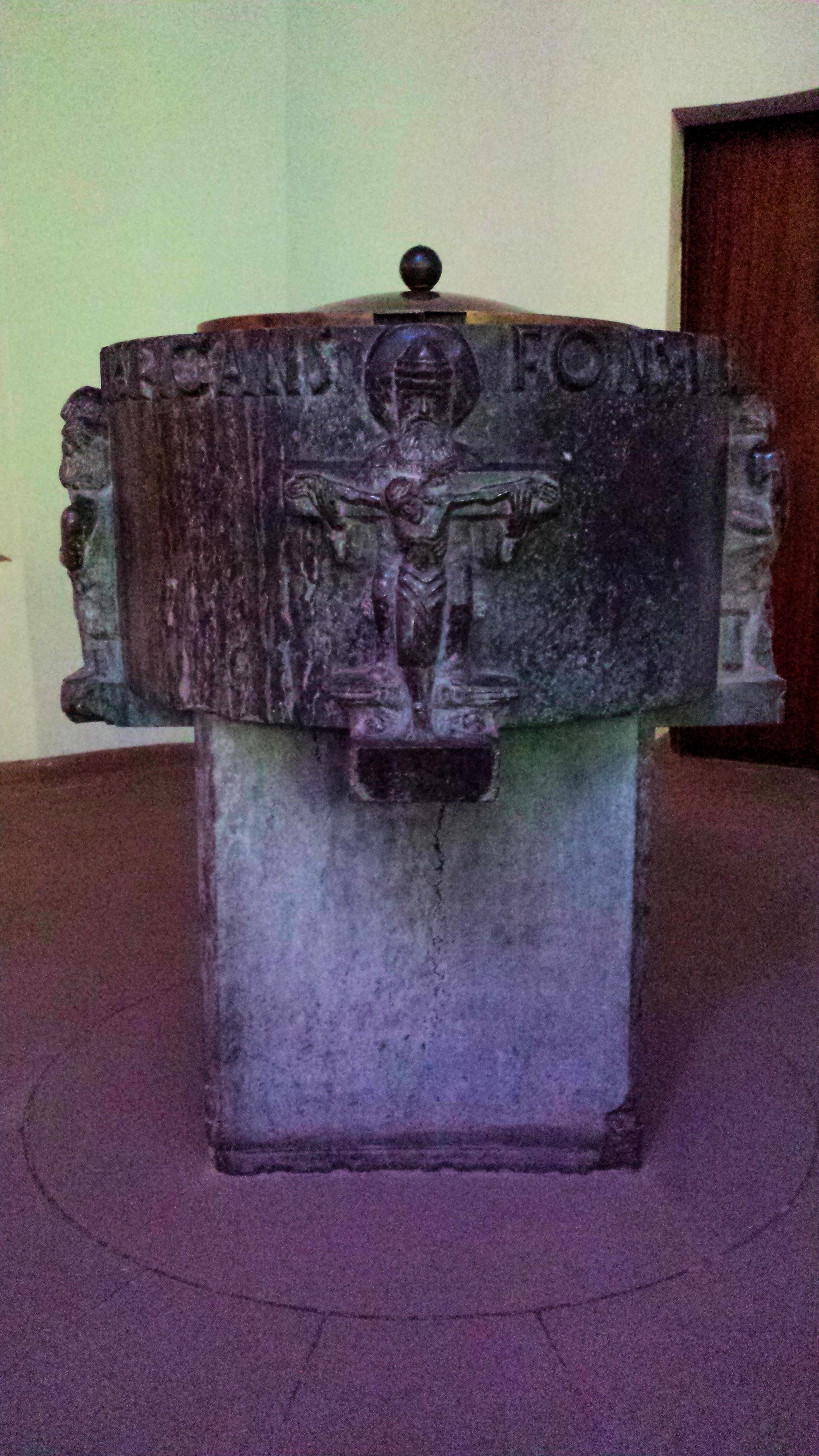
Fonts baptismaux, église Saint-Martin, Cochem (1937)
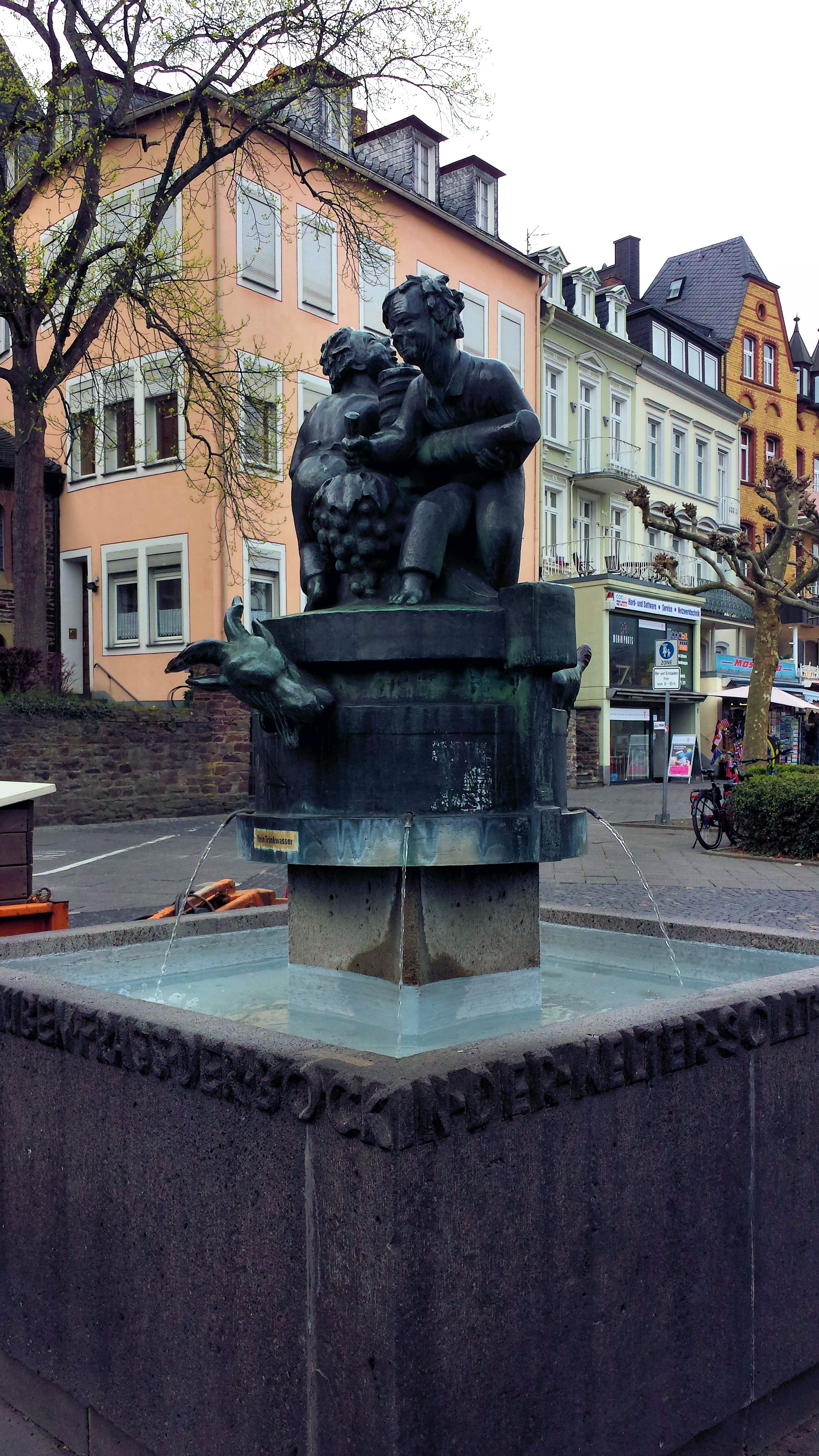
Fontaine, Cochem (1938)
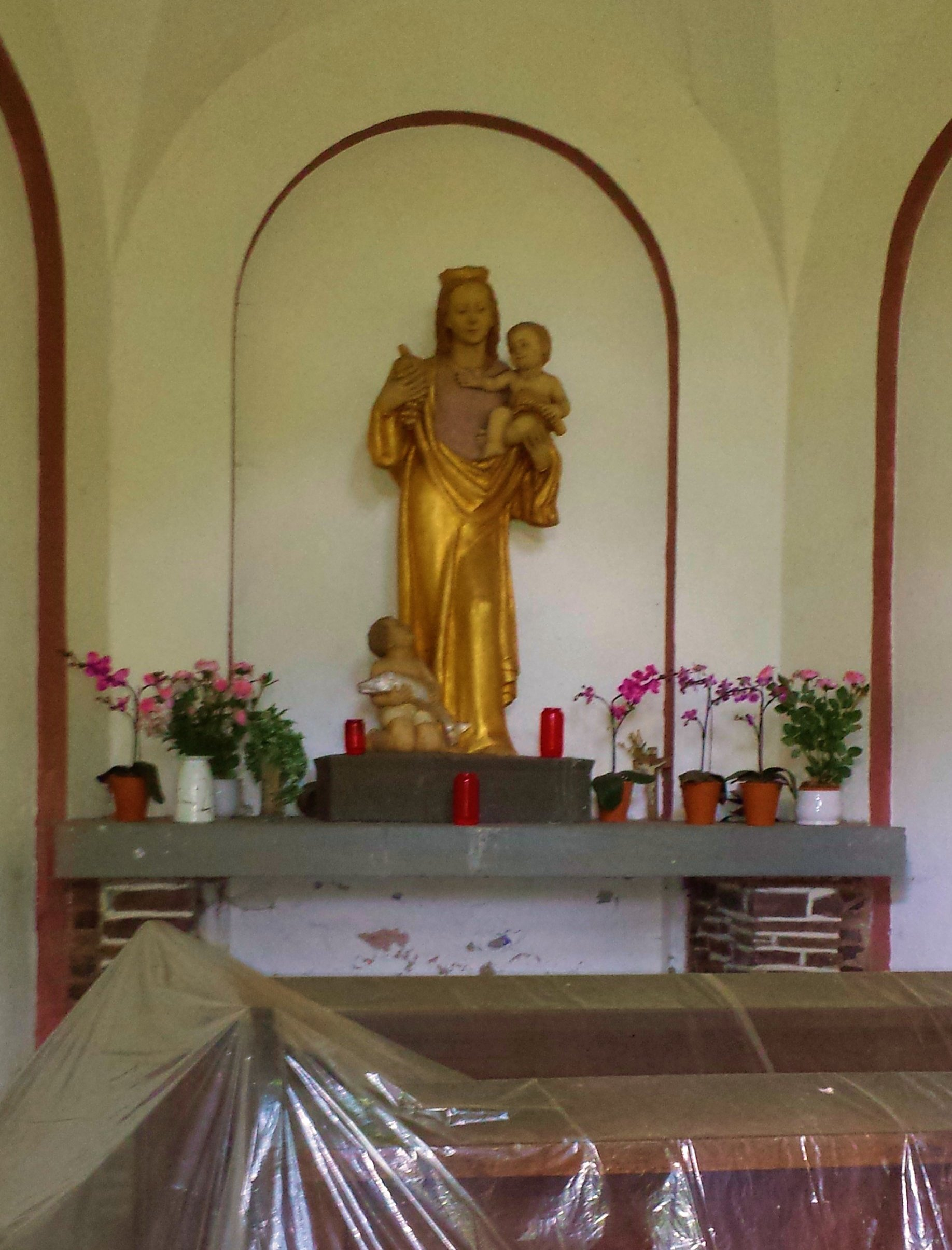
Chapelle aux Trois Croix, Cochem (1939).
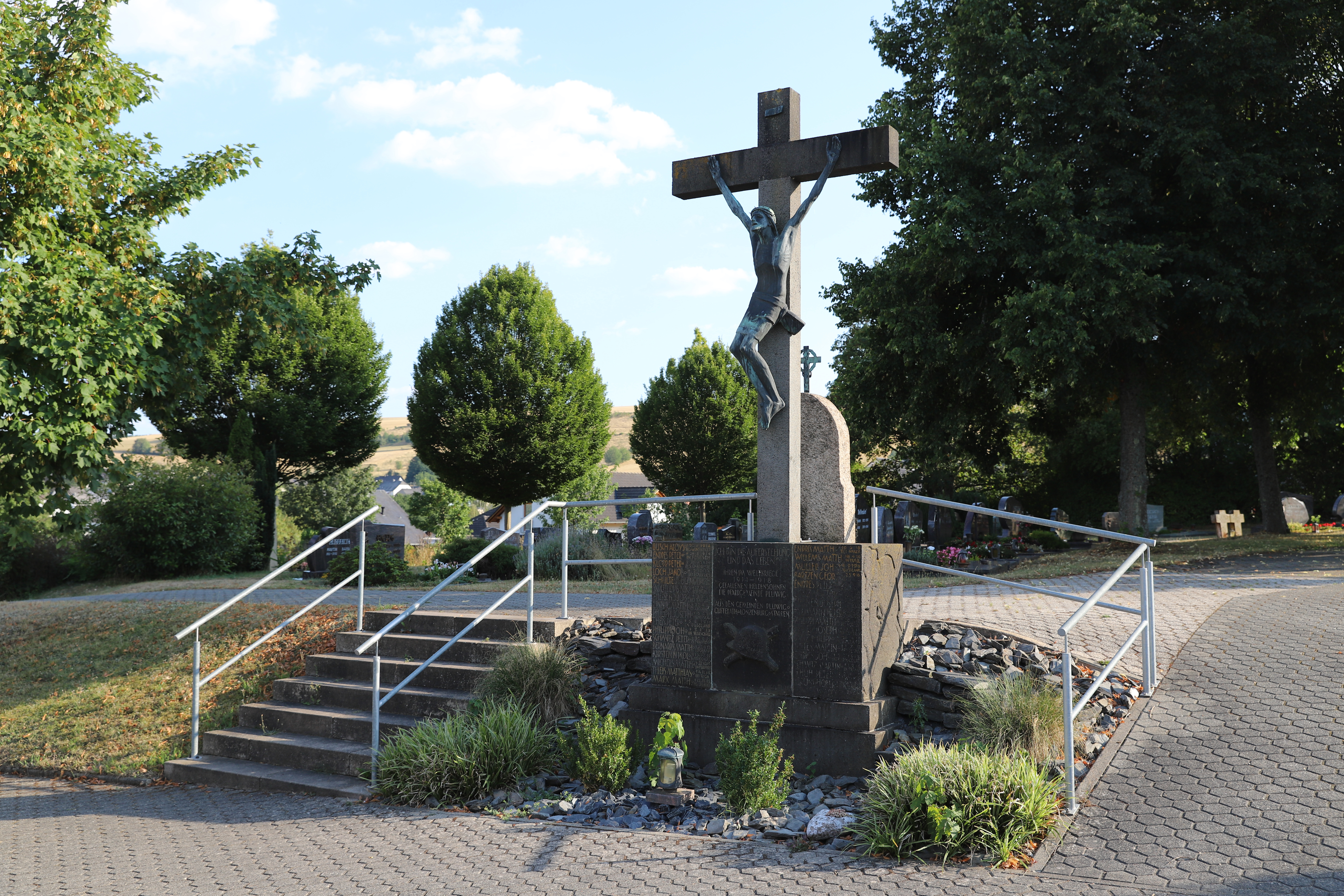
Mémorial de la guerre de Pluwig (1930).
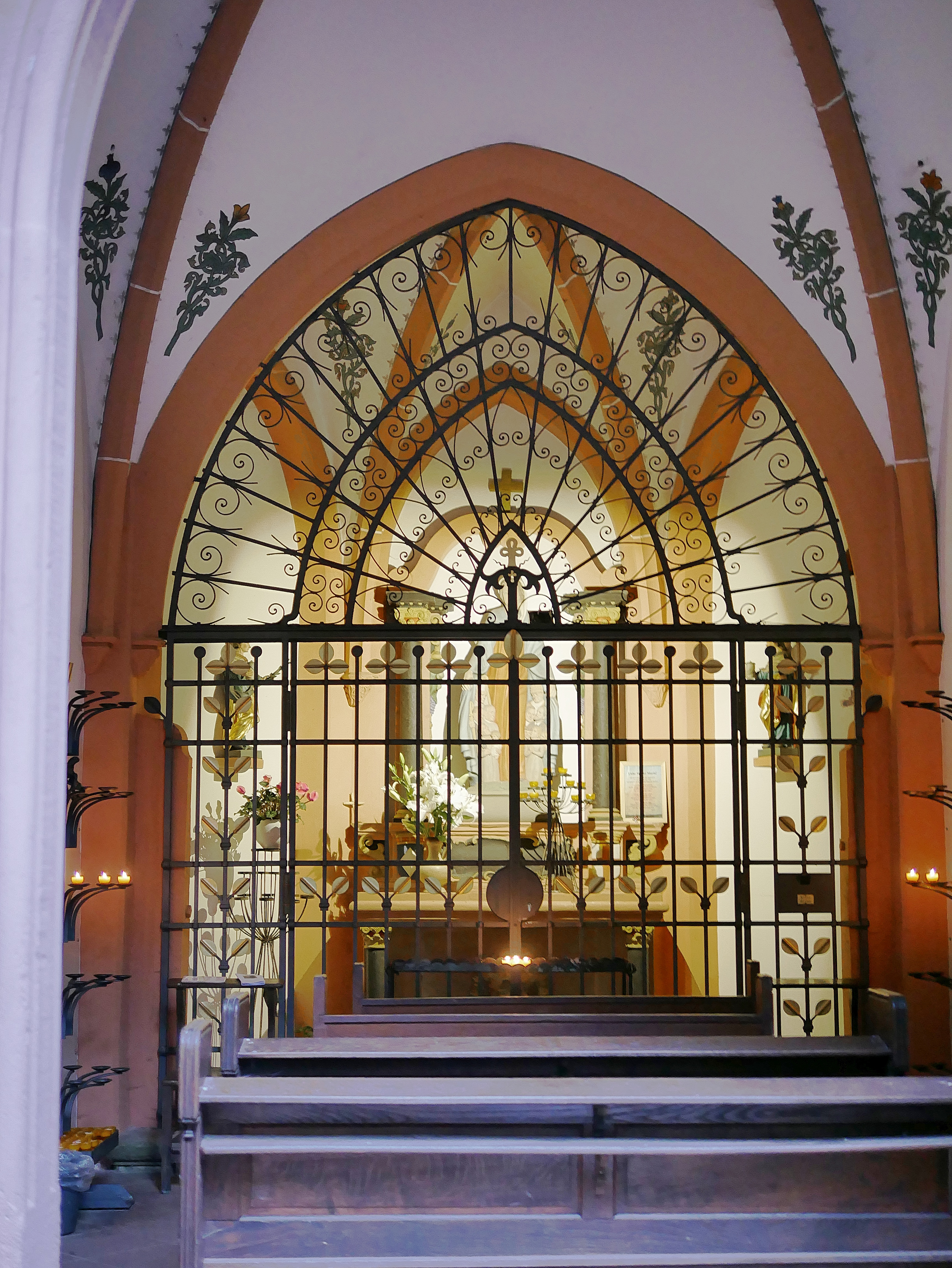
Manteau de protection de la Vierge, Schweich (1938).
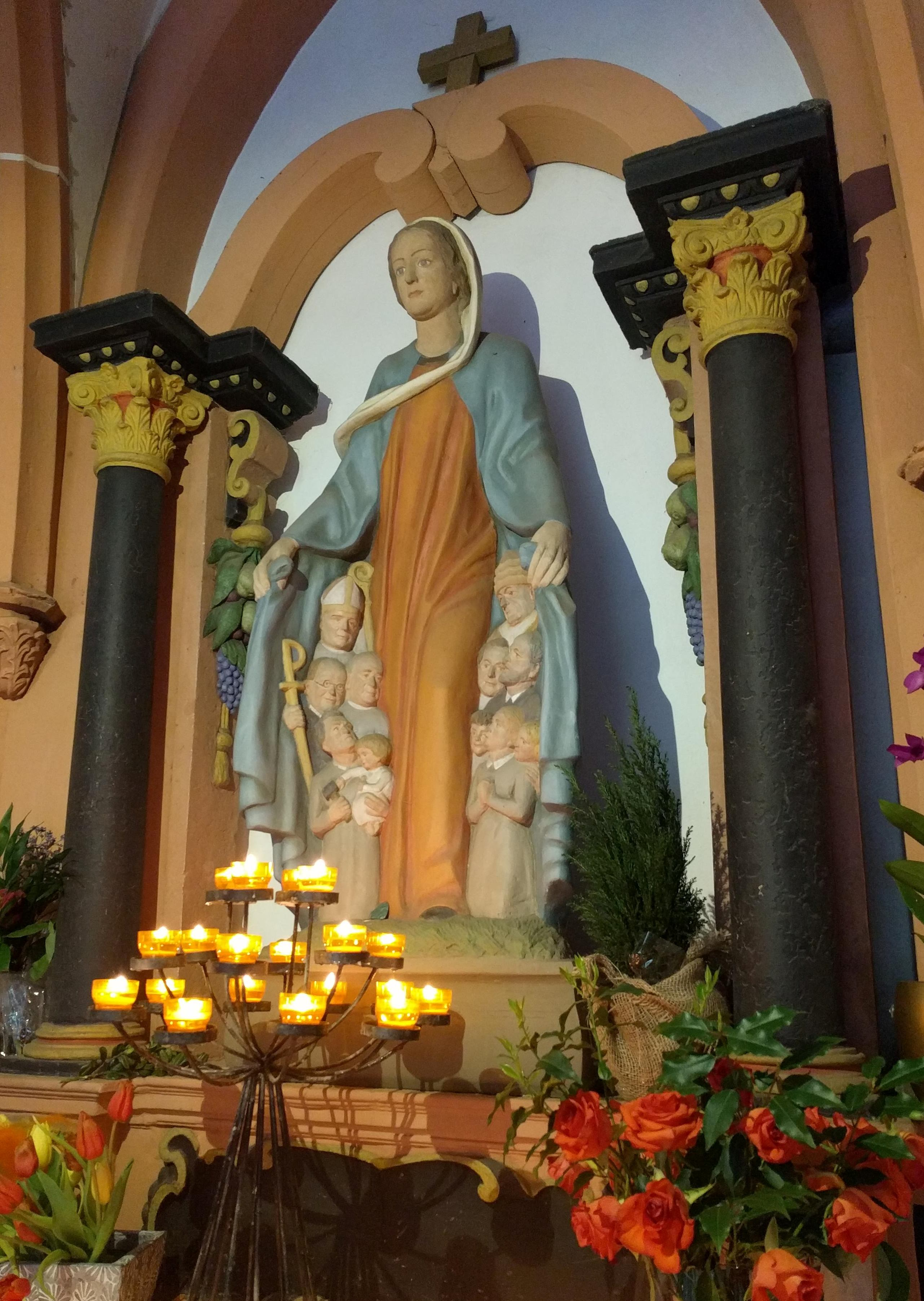
Vierge au manteau, Chapelle de la Vierge, Schweich (1938).
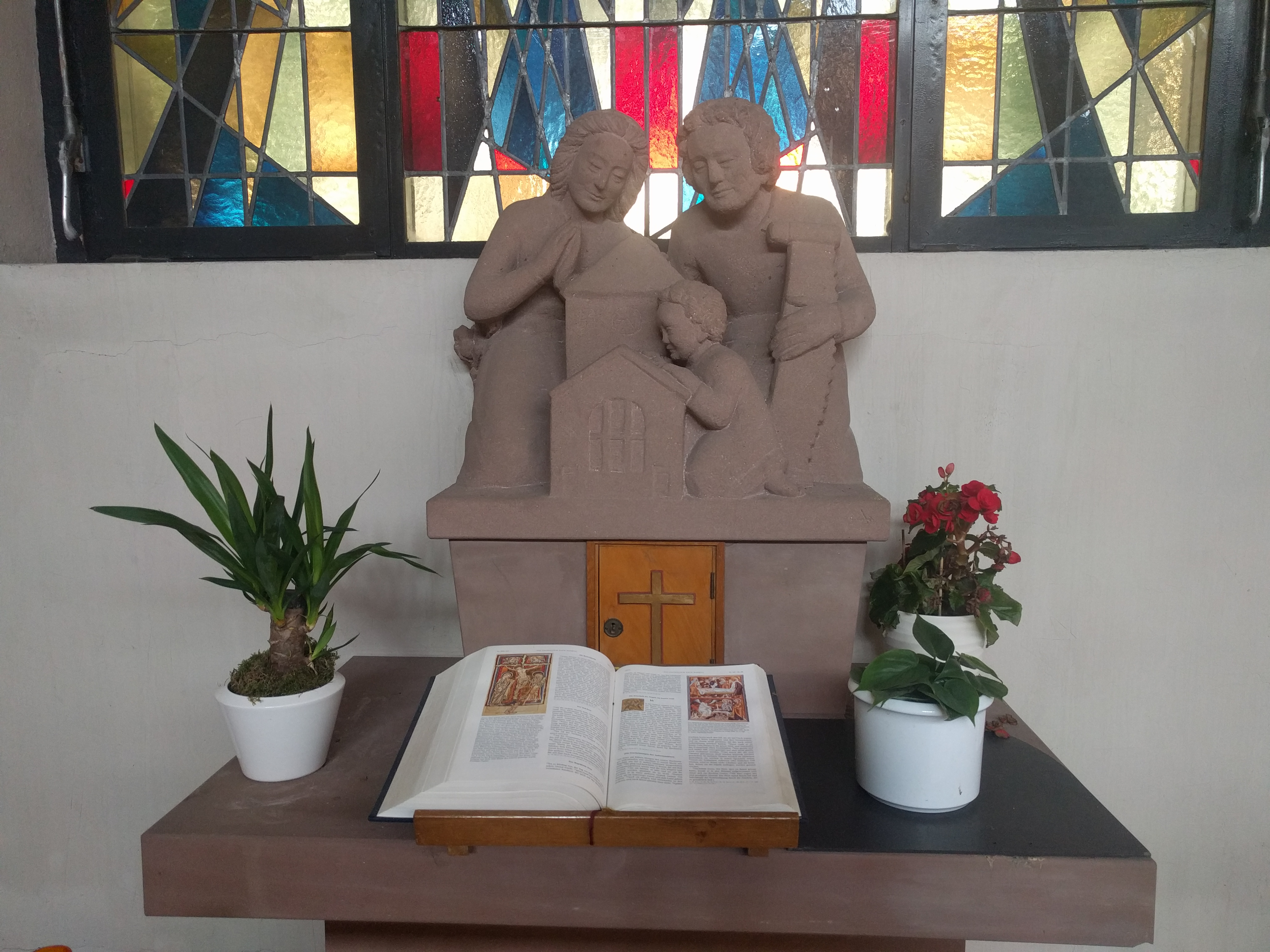
La Sainte-Famille, église Saint-Ambroise, Trèves (1953).
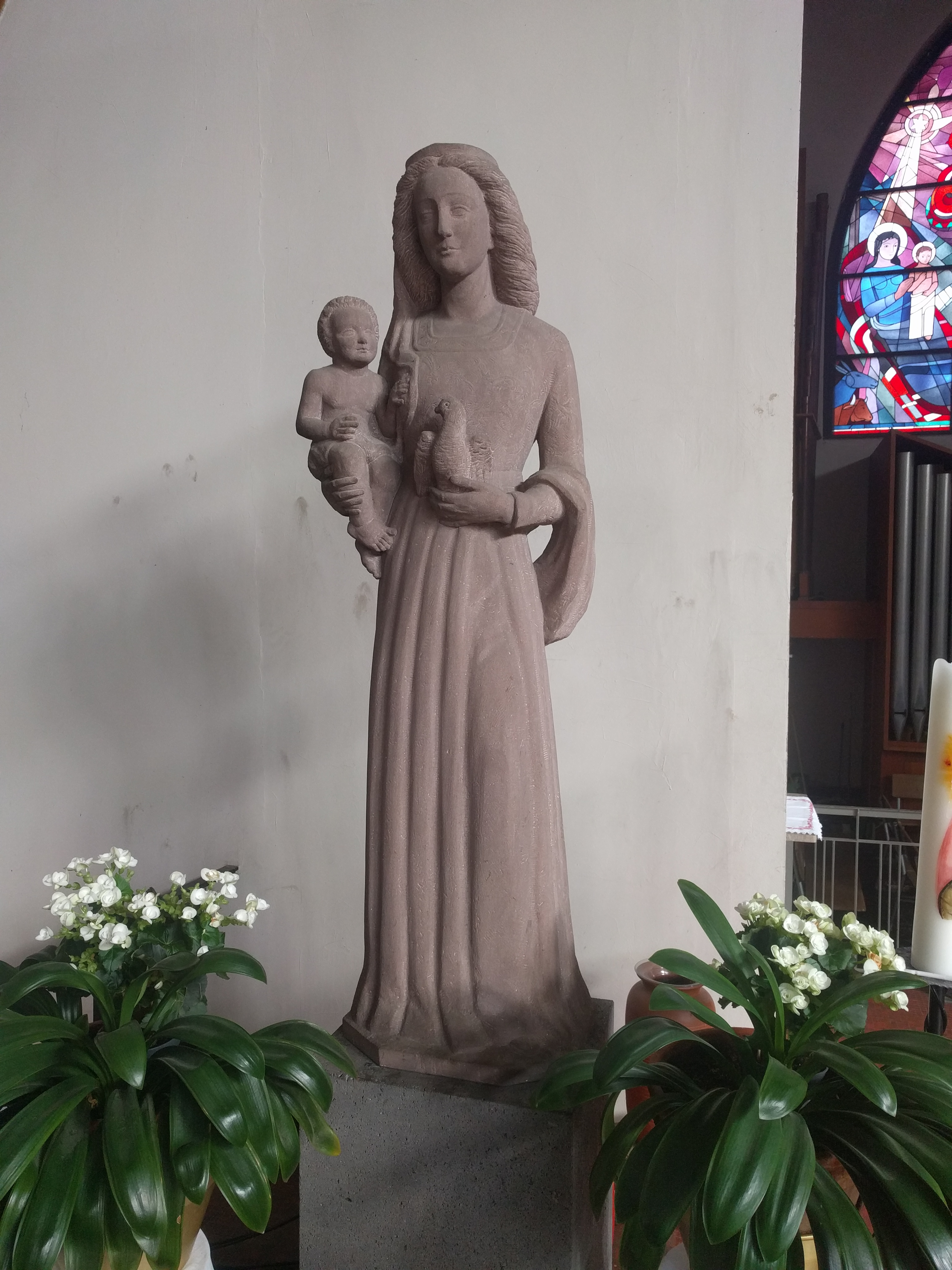
Marie Mère de la Paix, église Saint-Ambroise, Trèves.
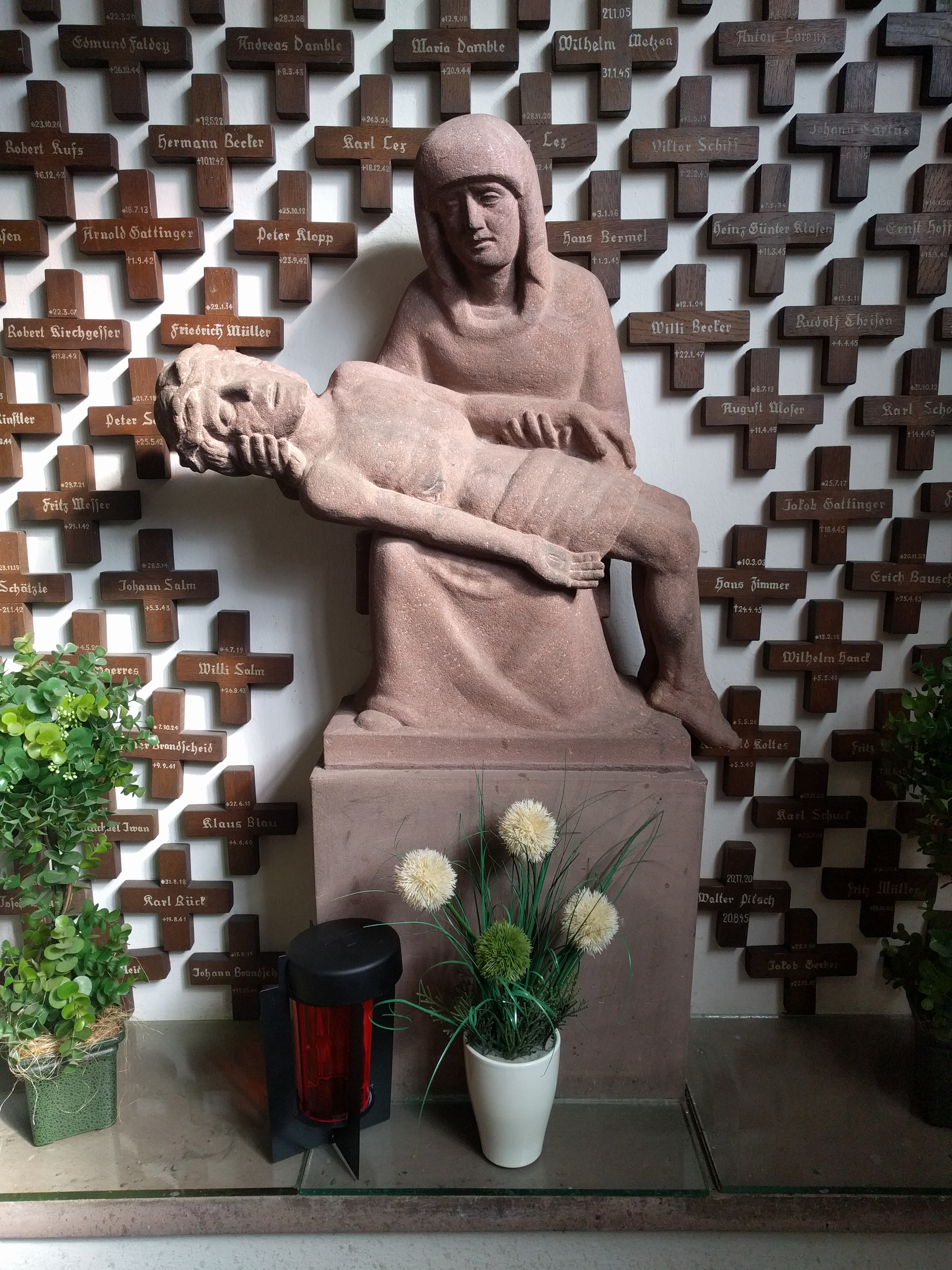
Notre-Dame des Douleurs, église Saint-Ambroise, Trèves (1950).
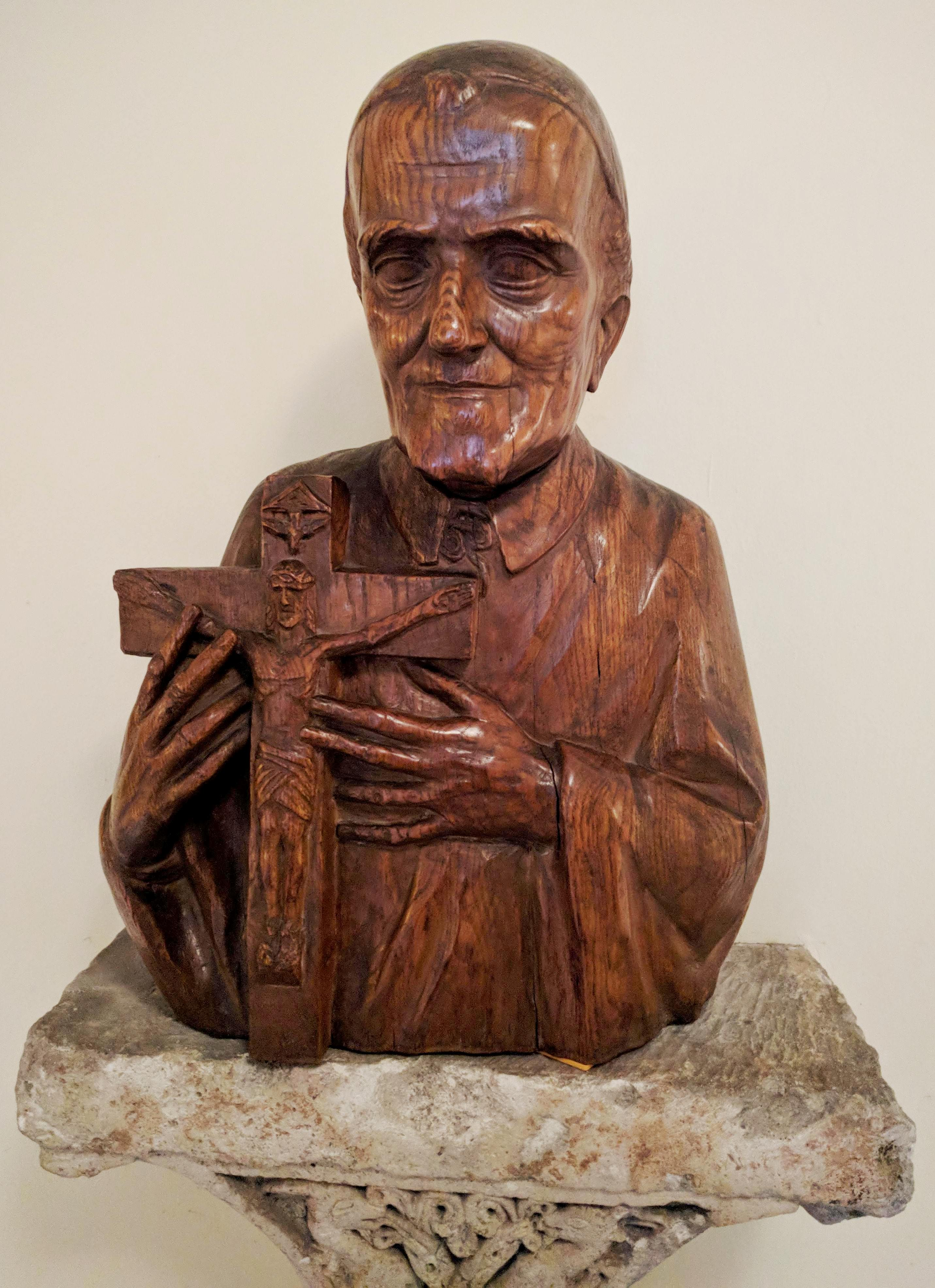
Saint Vincent de Paul, Trèves.
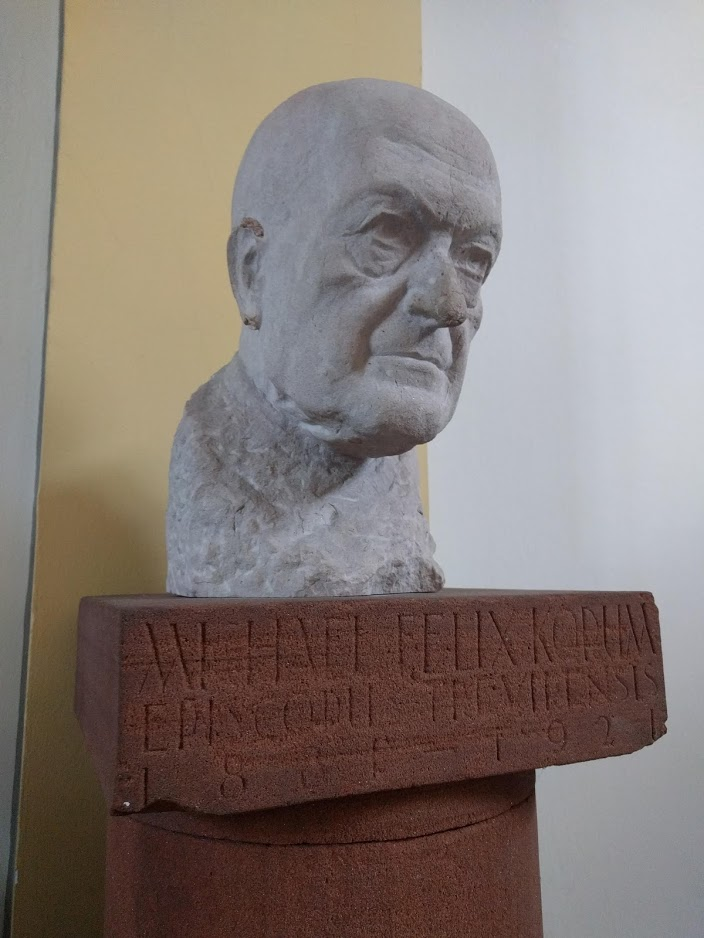
Buste de l'évêque de Trèves Mgr Michael Félix Korum (1932).
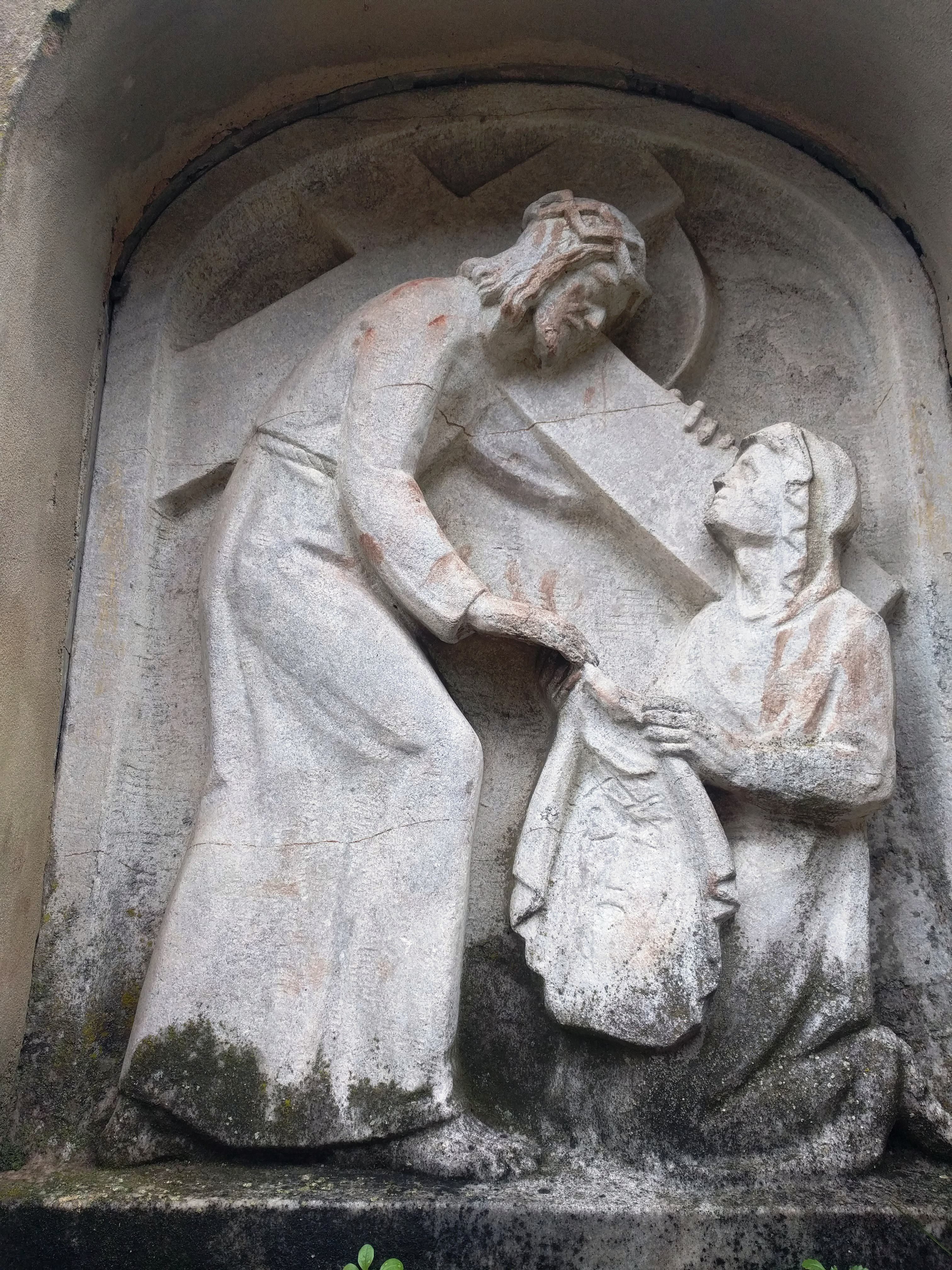
Sixième station d'un chemin de croix, Trèves.